# Archives départementales de la Haute-Marne
Les archives départementales de la Haute-Marne sont un service du conseil départemental de la Haute-Marne. Elles se situent à Chamarandes-Choignes.

## Histoire
Les archives départementales sont créées dans chaque département par la loi du 5 brumaire an V (26 octobre 1796) et organisées de manière pratique dans la première moitié du XIXe siècle. Depuis les lois de décentralisation, elles sont un service du Conseil départemental. En Haute-Marne, c'est le bénédictin dom Claude Peuchot qui, le premier, est chargé d'organiser la conservation des archives départementales.
Dès l’origine, les Archives départementales ont pour mission de collecter, conserver et communiquer les papiers historiques des institutions supprimées pendant la Révolution, mais aussi des administrations vivantes ayant leur siège dans le département.

### Les bâtiments
Le premier dépôt d'archives se trouva à l'ancien couvent des Ursulines de Chaumont, puis dans une dépendance du couvent des Carmélites. À partir de 1808, les archives occupèrent quatre grandes salles à la Préfecture, anciennement couvent des Carmélites. Les archives judiciaires furent installées au Tribunal. Ces locaux étaient notoirement insuffisants, et les collections en constante augmentation souffrirent de coupes claires. En 1860, une nouvelle salle fut aménagée au Tribunal. Mais une partie des collections dut être transférée dans les caves humides du Donjon et du Palais de Justice. En 1908 enfin, les archives obtinrent la salle des adjudications du Tribunal. Après maintes péripéties, les collections furent enfin partiellement rassemblées à partir de 1953 au sous-sol de la toute nouvelle cité administrative construite par le Préfet Edgard Pisani. Les collections poursuivant leur croissance, une annexe fut édifiée en 1975 à 5 km du centre-ville de Chaumont, dans la commune de Choignes. Ce dépôt moderne de 14 kilomètres linéaires accéda vite au statut de dépôt central, les sous-sols de la Cité administrative devenant leur annexe. Dès 2000 puis définitivement en 2003, le conseil général de la Haute-Marne entreprend d'agrandir le dépôt de Choignes, devenu exigu.
L'extension et le réaménagement du dépôt de Choignes, achevés en 2011, ont permis de réunir définitivement les fonds et l'ensemble du personnel dans un unique bâtiment d'une capacité totale de conservation de 28 kilomètres linéaires (dont 19,5 km occupés), disposant d'une salle de lecture, d'une salle de conférences, d'une salle d'exposition et des équipements nécessaires au tri et au classement des archives.

### Les directeurs
- 1832-1853 : Étienne-Denis Vallet[1];
- 1853-1856 : Adolphe Baudoin ;
- 1856-1860 : Léon Gautier ;
- 1860-1864 : Paul-Emmanuel Chéron (d) ;
- 1864-1867 : Adrien Arcelin ;
- 1867-1905 : Paul de Fleury ;
- 1905-1908 : Henry Patry ;
- 1908-1919 : Pierre Gautier ;
- 1919-1923 : Jean Massiet du Biest ;
- 1923-1940 : Léon Delessard ;
- 1940-1941 : Jacques Dropet ;
- 1941-1957 : Jean Gigot ;
- 1957-1966 : Odile Colin ;
- 1966-1984 : Anne-Marie Couvret ;
- 1984-1986 : Bertrand Joly ;
- 1986-1990 : Thibaut Girard ;
- 1990-2001 : Lionel Gallois ;
- 2001-2013 : François Petrazoller ;
- 2014-2021 : Alain Morgat ;
- Depuis 2022 : Élisabeth Charron.

## Les fonds conservés
Les Archives départementales de la Haute-Marne conservent 19,5 kilomètres linéaires de documents, dont le plus ancien, une charte de Louis le Pieux, date de 814 ! Les fonds haut-marnais, contrairement à ceux d’autres départements, ont très peu souffert des guerres. Les collections se divisent en plusieurs sous-ensembles, notamment :
Archives anciennes (des origines à 1789) : papiers d’Ancien Régime confiés aux archives départementales dès leur création pendant la Révolution française. En Haute-Marne, les fonds anciens les plus remarquables sont les fonds religieux, parmi lesquels ceux de l’évêché de Langres et des abbayes cisterciennes d’Auberive, Morimond ou La Crête. Les fonds de justice d’Ancien régime, en cours de classement, sont également très riches.
Archives modernes (1789-1940) : papiers des administrations nées après la Révolution, et toujours vivantes pour la plupart d’entre elles : Préfecture, Conseil général, tribunaux, assistance publique, etc.
Archives contemporaines : papiers postérieurs à 1940 provenant de tous les services ou établissements publics ayant leur siège dans le département.
Archives communales et hospitalières : papiers produits ou reçus par les communes et les hôpitaux, des origines à nos jours.
Minutes notariales : actes de plus de 75 ans passés par les notaires du département.
Documents figurés : cartes et plans, photographies, cartes postales…
Archives privées : documents donnés ou légués aux archives, ou acquis par les archives départementales pour compléter leurs fonds. Plusieurs fonds remarquables ont ainsi rejoint les collections, notamment le fonds d'archives de la famille Du Châtelet (acquis en 2012), dont la marquise Emilie du Châtelet, mathématicienne et amie de Voltaire, est sans doute la représentante la plus connue ; ou encore la a collection Emile Jolibois qui contient de nombreuses pièces sur parchemin très anciennes.
Bibliothèque : riche de plus de 12 000 références liées à l’histoire du département, la bibliothèque documentaire a été constituée pour aider le public dans ses recherches.

## Publications des archives
Les Archives départementales de la Haute-Marne publient régulièrement des ouvrages. Même s'ils sont souvent publiés en parallèle des expositions présentées par le service, il ne s'agit pas de catalogues d'exposition, mais bien d'ouvrages à part entière, qui viennent développer ou compléter les sujets abordés dans les expositions.
- La Haute-Marne dans la Grande Guerre. Les ressources des Archives,  2014. Ce guide d’une cinquantaine de pages recense les fonds d’archives et documents utiles à une meilleure connaissance de l’histoire de la Haute-Marne et de ses habitants durant la Grande Guerre. Destiné au grand public, richement illustré, il se compose d’une quinzaine de chapitres dédiés aux fonds et ensembles de documents les plus marquants, pour permettre à tous d’orienter leurs recherches. Parmi les thématiques abordées : les fiches matricules, les notices d’instituteurs, la presse, les fonds iconographiques, les monuments aux morts, etc.
- Dans les arcanes d’une famille illustre : les archives Du Châtelet révélées, 2015, 128 pages. L’entrée du fonds d’archives de la famille du Châtelet aux Archives départementales de la Haute-Marne en 2012 constitue la plus belle acquisition du Département en matière de papiers privés depuis l’entrée du fonds Diderot-Caroillon de Vandeul en 1912. Il se constitue de plusieurs milliers de documents allant du XIIIe au XIXe siècle, répartis en deux parties principales : d’une part des terriers, dénombrements, inventaires, contrats ou testaments relatifs à l’ensemble des possessions domaniales de la maison du Châtelet ; d’autre part des correspondances, mémoires, nominations, gratifications et papiers militaires concernant les membres de cette famille.
- La Haute-Marne dévoile ses plus belles cartes, 2016, 242 pages. Qu'ils soient issus des archives seigneuriales ou ecclésiastiques saisies lors de la Révolution, des grandes entreprises cartographiques nationales, des archives communales ou administratives, cartes et plans constituent toujours un ensemble de documents à la fois très esthétiques et très utiles car ils concentrent une multitude d'informations. Les collections haut-marnaises ne dérogent pas à la règle : l'ouvrage donne à voir un panorama des différentes représentations cartographiques, tant des espaces urbains que ruraux, au fil des siècles.
- La Haute-Marne et les haut-marnais dans la Grande Guerre, 2017, 286 pages. L'année 2017 marque le centenaire de l'entrée en guerre des États-Unis et de l'arrivée des Sammies en Haute-Marne. À cette occasion, les archives départementales publient un ouvrage ambitieux dont l'objectif est de retracer le destin des haut-marnais et du territoire pendant toute la durée du conflit. De la mobilisation aux bombardements de certaines villes, du bouleversement de la vie quotidienne à l'après-guerre, entre solidarités et commémorations, cet ouvrage est le premier à proposer une vision synthétique globale de l'expérience haut-marnaise de la Grande Guerre.
- Regards artistiques sur la guerre et la vie militaire. Haute-Marne, fin XIXe – XXIe siècles, 2018, 300 pages  Un soldat en garnison qui "croque" son environnement immédiat pour tuer le temps ; un écolier qui dessine un régiment dans une perspective patriotique ; un poilu qui crayonne dans un carnet les horreurs vécues ; un artiste-peintre envoyé en mission auprès des armées ; un statuaire qui commémore les victimes d'un conflit... Autant de regards portés sur la guerre et la vie militaire. Prenant la Haute-Marne pour cadre, cette publication ambitionne de multiplier les approches autour de l'art en lien avec la guerre, à travers différents modes d'expression : peintures, aquarelles, dessins, croquis, illustrations, caricatures, statuaire, monuments... De la guerre de 1870 à nos jours, ces hommes et plus rarement, ces femmes, témoignèrent de leurs visions de la guerre et de la vie militaire, du service de la Patrie à des formes d'antimilitarisme, de l'ennui de l'appelé sous les drapeaux à l'artiste consacrant son œuvre à la commémoration.
- Sciences d'aujourd'hui pour comprendre hier : les techniques de l'archéologie appliquées à la Haute-Marne, 2018, 132 pages. Aujourd'hui le département de la Haute-Marne nous apparaît préservé, rural et boisé : les cultures, les forêts et les pâturages occupent une large part du paysage avec de nombreux petits villages qui parsèment la campagne. Mais le sol cache les traces d’occupations anciennes tout à fait oubliées… La photographie les révèle parfois de façon spectaculaire, et lors d’aménagements du territoire les fouilles archéologiques permettent d’en savoir bien plus. Que ce soit sur le terrain, dans des réserves ou dans des laboratoires, les archéologues retracent l’histoire à partir de vestiges ou de fragments d’objets. À travers plusieurs articles consacrés notamment à la prospection, aux modes d’acquisition des données, aux études techniques spécialisées des roches, des ossements humains ou animaux, jusqu'à la restitution des ensembles architecturaux ou des édifices disparus, cet ouvrage, fondé sur les découvertes les plus récentes, offre une vision générale des nouvelles techniques utilisées par l’archéologie pour la connaissance des civilisations disparues.
- La Haute-Marne vue par les premiers photographes, 1850-1880, 2019, 260 pages. Révélée en 1839, par la diffusion du daguerréotype, la photographie fut très vite introduite et pratiquée en Haute-Marne. Si le début de la décennie 1850 voit le premier atelier photographique permanent, celui de Victor Petit, s’installer à Langres, l’entrée dans les années 1880 sonne la veille de la grande démocratisation entraînée par l’apparition du négatif au gélatino-bromure d’argent. Durant cette période pionnière, ils furent un certain nombre, professionnels et amateurs, à pratiquer le huitième art en Haute-Marne. Cet ouvrage leur donne vie. Il replace la pratique de la photographie dans son contexte tout en présentant des résultats de recherche les plus avancés. Il donne à voir des vues rares de la Haute-Marne, uniques, antérieures aux cartes postales qui fleurirent à la fin du siècle. Portraits de personnages célèbres et anonymes, sites et monuments disparus ou transformés, les clichés ici rassemblés offrent ainsi une image inédite de la Haute-Marne entre 1850 et 1880 : celle des premiers photographes.

## Pour approfondir